# Can Quart
Can Quart són unes cases i terres de Santa Maria del Camí, molt a prop de la carretera de Sencelles, per on passa el Camí dels Moliners o des Matar. És molt probable que les cases ocupin el lloc de les antigues cases de Buc.
El 1751 Bartomeu Quart comprà una part de Buc. El 1818 era de Guillem Jaume, ocupava una superfície de 19 quarterades i estava valorada en 2100 lliures. L'any 1659 feia partió amb Son Seguí, es Torrent Fals, Terrades i amb terres del terme d'Alaró (actualment Consell). Aquell any, la possessió ja estava dividida entre diferents membres de la família Canyelles que n'havien estat propietaris almanco des del 1517.
La casa és rectangular, amb una porxada a un dels extrems. El portal d'accés és allindanat amb emmarcament de pedra viva, flanquejat per una finestra i dos finestrons. A la dreta té un pedrís adossat. En el primer pis apareixen dues finestres amb ampit motllurat i emmarcament de marès i un finestró. Va disposar de celler, però no el conserva.